# Jonelle Brooks
Jonelle Brooks (New Smyrna Beach, Florida; 11 de septiembre de 1988) es una actriz pornográfica y modelo erótica transexual estadounidense.

## Biografía
Nació en New Smyrna Beach, una ciudad costera ubicada en el condado de Volusia, en Florida, en una familia que trabajaba en la producción ganadera, y de ascendencia húngara y nativoamericana. Su primera actuación como artista fue a los ocho años, momento en que comenzó a tener clara su orientación sexual. En el instituto fue miembro del comité de estudiantes y presidente del comité el año de su graduación.
A los 22 años comenzó su proceso de reasignación de sexo. Comenzó trabajando como estríper en varios clubes del estado de Florida, antes de mandar, en 2012, unas fotografías como modelo erótica a la web Shemale-Club. La compañía le pidió trasladarse hasta Los Ángeles para una nueva sesión fotográfica y filmar unas escenas durante una semana. Debutó como actriz pornográfica transexual ese año, a los 24 años de edad.
Ha trabajado para productoras como Trans500, Devil's Film, Trans Angels, Pure Play Media, Evil Angel, Pulse Distribution, Pornstar Platinum, Trans Angels, Exquisite, Rodnievision, Shemale Club, Kink.com, Le Wood Productions o Grooby, entre otras.
En 2013 realizó un parón de su carrera profesional, agotada y desvinculada de su trabajo en la industria pornográfica y se centró en acabar sus estudios universitarios en Administración de Empresas, lo que consiguió a mediados de 2015, momento en que regresó a la industria. Antes de dicha retirada, había recibido sus primeras nominaciones en el circuito internacional de premios de la industria pornográfica, con una nominación en los Premios AVN en la categoría de Mejor escena de sexo transexual por Pin-Up T-Girls 2, y en los Premios XBIZ a la Artista transexual del año.
En 2015 fue nominada en los AVN en dos categorías: a la Artista transexual del año y a la Mejor escena de sexo transexual por She Male Strokers 67.
En 2016 consiguió realizar un "doblete" de nominaciones, al estar presente en los AVN y en los XBIZ en las categorías de Artista transexual del año. También logró la nominación en los AVN a la Mejor escena de sexo transexual por Tranny Hoes In Panty Hose 2, y en los XBIZ a la Mejor actriz en película parodia por Kaitlyn Gender: Based on a Not So True Story, trabajo en el que Jonelle se ponía en la piel de Kaitlyn Gender, basada claramente en la figura de Caitlyn Jenner, siendo el póster principal de la película una recreación de la portada de Vanity Fair.
Ha rodado más de 80 películas.
Algunas películas suyas son America's Next Top Tranny All Stars 4, Hot For Transsexuals, My TS Heartthrob, Next She-Male Idol 10, Pornstars Love Trannies 4, She-Male Perverts 2, TGirl Teasers 4, The Trans X-Perience 3, Trans-Visions 3, True History Of She-Male Cock 5 o TS Playground 27.

## Premios y nominaciones
| Año  | Ceremonia                  | Resultado | Premio                                  | Trabajo                                      |
| ---- | -------------------------- | --------- | --------------------------------------- | -------------------------------------------- |
| 2011 | Tranny Awards              | Nominada  | Best New Face                           | —                                            |
| 2012 | Tranny Awards              | Nominada  | Best Hardcore Perfomer                  | —                                            |
| 2012 | Tranny Awards              | Nominada  | Best Solo Model                         | —                                            |
| 2013 | Premios AVN                | Nominada  | Mejor escena de sexo transexual         | Pin-Up T-Girls 2                             |
| 2013 | Tranny Awards              | Nominada  | Best Solo Model                         | —                                            |
| 2013 | Tranny Awards              | Nominada  | Best Solo Website                       | —                                            |
| 2013 | Premios XBIZ               | Nominada  | Artista transexual del año              | —                                            |
| 2015 | Premios AVN                | Nominada  | Artista transexual del año              | —                                            |
| 2015 | Premios AVN                | Nominada  | Mejor escena de sexo transexual         | She Male Strokers 67                         |
| 2016 | Premios AVN                | Nominada  | Artista transexual del año              | —                                            |
| 2016 | Premios AVN                | Nominada  | Mejor escena de sexo transexual         | Tranny Hoes In Panty Hose 2                  |
| 2016 | Premios AVN                | Nominada  | Premio fan: Artista transexual favorita | —                                            |
| 2016 | Transgender Erotica Awards | Nominada  | Best Solo Website                       | —                                            |
| 2016 | Premios XBIZ               | Nominada  | Artista transexual del año              | —                                            |
| 2016 | Premios XBIZ               | Nominada  | Mejor actriz en película parodia        | Kaitlyn Gender: Based on a Not So True Story |
| 2017 | Premios AVN                | Nominada  | Mejor escena de sexo transexual         | Hot For Transsexuals                         |
| 2017 | Transgender Erotica Awards | Nominada  | Best Solo Model                         | —                                            |
| 2017 | Transgender Erotica Awards | Nominada  | Best Solo Website                       | —                                            |
| 2017 | Premios XBIZ               | Nominada  | Artista transexual del año              | —                                            |
| 2018 | Transgender Erotica Awards | Nominada  | Best Virtual Reality Sex Scene          | The Sweetest Dessert                         |